# Fra Diamante
Fra Diamante (Terranuova Bracciolini, 1430 circa – 1492 circa) è stato un pittore e religioso italiano, appartenente all'ordine carmelitano.

## Biografia
Di lui non sappiamo molto. Fu un pittore molto apprezzato ed attivo, tra il quinto ed il settimo decennio del XV secolo, in area fiorentina e pratese ed era il più stretto collaboratore di Filippo Lippi.
Collaborò per la prima volta nella stesura delle Storie di santo Stefano e san Giovanni Battista, nella Cappella Maggiore del Duomo di Prato, uno dei massimi capolavori dell'arte rinascimentale. Troviamo poi la sua mano nelle Esequie di San Girolamo di Lippi, realizzato per la stessa chiesa. Fu anche il primo maestro di Filippino, il figlio che Filippo ebbe dalla vicenda amorosa con la monaca Lucrezia Buti.
Testimone di ciò è la predella, realizzata per Santa Margherita in Prato e conservata nel Museo civico della stessa città, mentre la splendida tavola soprastante, raffigurante la Natività, è attualmente conservata al Louvre. Lavorò anche nella Cappella Sistina in Vaticano, dove è forse opera sua il Faraone sommerso nel Mar Rosso, tradizionalmente attribuito a Cosimo Rosselli.
La sua pittura è caratterizzata da tagli di luce netti, insoliti per lo stile fiorentino dell'epoca e molto ricchi di particolari, caratteristiche abitualmente rintracciabili nell'arte veneta.
Il suo autoritratto lo ritroviamo assieme a quello del Lippi nella cattedrale pratese.

### Disegni
Agli Uffizi si conservano quattro fogli con suoi disegni: una Testa di Madonna di profilo a carboncino, con ritocchi di biacca e con sul retro un Nudo virile a carboncino e penna (inventario 152 E); una Madonna seduta, a mani giunte, con un Angelo che sostiene il Bambino, a punta d'argento con lumi di biacca, che ha sul retro un San Girolamo genuflesso con accanto un leone e decorazione floreale, stessa tecnica (inventario 184 E); una Visitazione a punta d'argento con lumi di biacca (già attribuita a Filippino Lippi), con sul verso un Uomo drappeggiato con bacchetta nella mano sinistra, stessa tecnica ma ripreso a sanguigna (inventario 673 E); un Santo di profilo in lettura davanti ad una scrivania a punta d'argento con lumi di biacca, che ha sul retro un San Girolamo penitente a punta d'argento (inventario 674 E). A Londra, al British Museum, si conserva il disegno di Figura virile drappeggiata, a punta d'argento con lumi di biacca, (inventario 1895-9-15-442).